# Средња музичка школа „Стеван Стојановић Мокрањац” Бијељина
Средња музичка школа „Стеван Стојановић Мокрањац” је васпитно–образовна установа у Бијељини за музичко образовање. Зграду деле са основном музичком школом са истим називом. Налази се у улици Карађорђева 5.

## Историјат
Музичка школа у Бијељини је почела са радом 1953. године под називом „Музичка школа”, касније је радила под називом „Основна музичка школа”, „Школа за основно музичко образовање” и од 1992. под данашњим називом Музичка школа „Стеван Стојановић Мокрањац” Бијељина. Оснивач школе је тадашњи Савјет за просвјету и културу Градског одбора града Бијељине. У времену од 1953. до 1959. године је у школи формирано свих шест разреда ниже музичке школе који су разврстани у класе наставника. Први директор је био Илија Крсмановић, а из године у годину се број ученика и наставника повећавао. Одређени број ученика је одлазио на даље школовање, а велики број се враћао и започињао рад у овој установи, неки од њих су Милена Кајмаковић, Неџад Исахбеговић, Снежана Казанџић, Снежана Дубравчевић, Несима Дубравчевић, Софија Богдановић и други. У почетку су садржали два стара клавира, неколико старих дувачких инструмената и једно виолончело. Настава се одвијала у двије учионице, а 1959. је добила просторије које су биле потребне за рад и вјежбање ученика. Године 1961. је школу напустио тадашњи директор Илија Крсмановић којег је заменио Владимир Казанџић, који је на том мјесту остао до 1979. Школске 1979—1980. је уписано 179 ученика, а за директора школе је именован Неџад Исахбеговић који је на том мјесту остао до краја маја 1992. Јуна исте године је, при основној музичкој школи, основана и средња музичка школа која је наставила да ради са два нивоа до данашњег дана. На мјесто директора такве музичке школе, основне и средње, је именован проф. Десанка Тракиловић која је била главни иницијатор за оснивање средње музичке школе у Бијељини. Школске 1993—1994. и 1994—1995. директор је био Љубиша Филиповић, а од 1995. до 2009. Живан Милошевић. Године 2004—2005. је у основној школи било 184 уписаних ученика, а у средњој седамдесет. На мјесто директора је 6. априла 2009. постављен професор Игор Ђукановић, а 30. августа 2017. проф. Младен Јефимић. Данас садрже смјер Култура и умјетност и одсјеке Инструментални и Теоретски. На Инструменталном одсјеку ученици стичу звање Музички извођач и главни предмет им је инструмент клавир, виолина, виола, виолончело, гитара, хармоника или флаута, а на теоретском одсјеку ученици стичу звање Музички сарадник и главни предмет им је солфеђо.